# Williams Riveros
Williams Ismael Riveros Ibáñez (Asunción, 20 novembre 1992) è un calciatore paraguaiano, difensore dell'Universitario.

## Caratteristiche tecniche
È un difensore centrale.

## Carriera
È cresciuto nelle giovanili del Sportivo Trinidense.
Nel 2020 è arrivato al Barcelona SC dove è stato campione del campionato ecuadoriano 2020.
Il club successivo di Riveros è stato il Cerro Porteño, è arrivato nel 2022 ed è stato lì solo per una stagione. Nel 2023 è stato presentato come il nuovo calciatore dell'Universitario.
Il difensore paraguaiano ha esordito contro il Club Unión Comercio, la sua prestazione non è stata buona e ha ricevuto critiche dai fan. Nelle partite successive la prestazione di Riveros è migliorata, diventando addirittura una parte fondamentale della squadra. L'Universitario ha vinto la sua prima partita nella Coppa Sudamericana 2023, poi ha battuto l'Atlético Grau e in entrambe le partite Riveros ha avuto una prestazione eccezionale.

## Palmarès

### Club

#### Competizioni nazionali
- Primera B Metropolitana: 1

Flandria: 2016
- Campionato ecuadoriano: 1

Barcelona SC: 2020
- Campionato peruviano: 2

Universitario: 2023, 2024